# Nadzieja Padlewska
Nadzieja (Nadieżda) Padlewska (ur. 5 maja?/17 maja 1882 w Słucku, zm. 12 września 1967 w Katowicach) – polska pianistka i pedagog.

## Życiorys
Urodziła się w Słucku na Białorusi w rosyjskiej rodzinie Michaiła Berenstwieniewa i Julii z Kryłowów. W 1901 w Petersburgu ukończyła gimnazjum św. Katarzyny, a w 1908 studia pianistyczne w konserwatorium u Z. Małoziomowej. Następnie w latach 1908–1910 u Leopolda Godowskiego w Wiedniu i Berlinie. Od 1902 do 1908 była nauczycielką muzyki w gimnazjum w Petersburgu, a w latach 1911–1914 w Moskwie. Od 1913 w większych miastach Rosji występowała z koncertami. W latach 1914–1922 w konserwatorium w Jekaterynosławiu prowadziła wyższy kurs pianistyczny.
W 1922 wraz z mężem Leonem Julianem Padlewskim oraz synami Jerzym i Romanem repatriowała się do Polski, a po krótkim pobycie w Warszawie zamieszkała w Poznaniu. W Poznaniu założyła prywatną szkołę muzyczną (1924–1939), w której jej uczniem był m.in. Kazimierz Nowowiejski (późniejszy pianista i krytyk muzyczny). Prowadziła w Poznaniu oraz w wielu miastach polskich ożywioną działalność koncertową. Występowała z recitalami oraz jako solistka koncertów symfonicznych grała często w radio.
Okupację spędziła w Warszawie, gdzie w latach 1940–1944 prowadziła konspiracyjnie szkołę muzyczną i koncertowała z innymi polskimi artystami m.in. w „Kawiarni profesora Woytowicza”. W 1943 po stracie męża i synów osiedliła się w Katowicach. Uczyła tam w państwowych szkołach muzycznych: w latach 1945–1950 w podstawowej, w latach 1945–1952 w średniej i w wyższej w latach 1950–1959. Jubileusz 50–lecia swej pracy artystycznej obchodziła w 1957. W 1952 w Poznaniu dała ostatni koncert, a w 1962 zakończyła działalność koncertową.
Była jedną z najwybitniejszych pianistek polskich, jej gra miała cechy wirtuozowskie, przy pięknej barwie dźwięku, dużej ekspresji i wysokiej kulturze.
Zmarła 12 września 1967 w Katowicach, a pochowana na cmentarzu Wilanowskim w Warszawie.

## Ordery i odznaczenia
- Złoty Krzyż Zasługi (22 lipca 1952)[4]